# Vetenskapsåret 1798

## Händelser
- Thomas Robert Malthus publicerar An Essay on the Principle of Population.
- Louis Vauquelin upptäcker grundämnet beryllium.
- Edward Jenner publicerar An Inquiry into the Causes and Effects of the Variolae Vaccinae.
- Benjamin Thompson publicerar An Experimental Enquiry Concerning the Source of the Heat which is Excited by Friction.
- Mekaniska skolan grundas i Stockholm, föregångaren till Teknologiska Institutet (se 1827) och dagens Kungliga Tekniska högskolan.

### Medicin
- Okänt datum -  Charles Bell  publicerar A System of Dissection Explaining the Anatomy of the Human Body tillsammans med sin bror John.[1]
- Okänt datum -  John Dalton publicerar "Extraordinary Facts Relating to the Vision of Colours", där färgblindhet beskrivs för första gången.[2]
- Okänt datum -  Philippe Pinel publicerar Nosographie philosophique, ou méthode de l'analyse appliquée à la médecine, som betoner vikten av nosologi (klassificering av sjukdomar) inom medicin. Verket genomgår sex utgåvor de kommande tio åren[3]

## Pristagare
- Copleymedaljen: 
  - George Shuckburgh, brittisk matematiker och astronom
  - Charles Hatchett, brittisk kemist

## Födda
- 28 december - Thomas Henderson (död 1844), skotsk astronom.

## Avlidna
- 12 maj - George Vancouver (född 1757), engelsk sjöofficer och upptäcktsresande.
- 4 december - Luigi Galvani (född 1737), italiensk fysiker.

### Fotnoter
1. ↑  Jacyna, L. S. (2004). ”Bell, Sir Charles (1774–1842)”. Oxford Dictionary of National Biography. Oxford University Press. doi:10.1093/ref:odnb/1999. http://www.oxforddnb.com/view/article/1999. Läst 6 april 2011. (Prenumeration eller UK public library-medlemskap krävs)
2. ↑  Dalton, J. (6 mars 1798). ”Extraordinary facts relating to the vision of colours; with observations”. Memoirs of the Literary and Philosophical Society of Manchester "5":  ss. 28-45.
3. ↑  Burke, James (1985). The Day the Universe Changed. London: BBC. sid. 207. ISBN 0-563-20192-4